# Best-effort
Termínem best-effort se v oblasti počítačových sítí označuje nezaručená služba, tedy služba nesplňující podmínky pro spolehlivou službu, i když je vedena nejlepší snahou o doručení. Obvykle se tak označuje služba, která se nepokouší opakovat odeslání dat při selhání komunikace a která neoznamuje uživateli, že došlo k selhání. V souvislosti s Quality of Service to znamená, že uživateli nemusí být poskytnuta určitá kvalita služby, šířka pásma nebo priorita.
Best effort služby mají zpravidla nižší režii a náklady, a za určitých podmínek mohou poskytovat vyšší než očekávanou úroveň služeb, proto jsou často preferovány před dražšími službami se zaručenou spolehlivostí.
V best-effort sítích je všem uživatelům poskytována best-effort služba, což znamená, že jim je poskytnuta nespecifikovaná proměnná přenosová rychlost a čas doručení, podle aktuálního provozního zatížení sítě.

## Příklady

### Tradiční pošta
Příkladem best-effort doručování je běžná poštovní listovní služba. Doručování určité zásilky není dopředu plánováno – v poštovním úřadě nejsou předem vyhrazeny žádné prostředky. Doručovatel „best effort“ se snaží doručit zásilku, ale doručení se může opozdit, pokud na poštu dorazí příliš mnoho zásilek současně. Odesilatel není informován, zda byla zásilka úspěšně doručena. Nedoručitelná zásilka by však měly být vrácena odesilateli (pokud je uvedena zpáteční adresa).
Pokud je požadována vyšší úroveň služeb, je možné poslat zásilku s dodejkou (známou spíše pod názvem doručenka), kdy bude odesilateli vrácena informace, že příjemce zásilku převzal.

### Telefonní síť
Telefonní síť neposkytuje služby best-effort, ale díky technologii přepojování okruhů poskytuje spolehlivou službu. Na začátku hovoru je nutné navázat spojení, čímž jsou prostředky pro komunikaci rezervovány v telefonních ústřednách, nebo je účastník informován obsazovacím signálem, že hovor není možné uskutečnit kvůli nedostatku volné kapacity. Probíhající telefonní hovor nemůže být (teoreticky) přerušen kvůli přetížení sítě a po dobu jeho trvání je zaručena konstantní šířka pásma. Tyto vlastnosti jsou typické pro většinu telekomunikačních služeb.

### Počítačové sítě
Internetový protokol (IP) poskytuje pouze best-effort službu doručování datagramů mezi koncovými uzly. Není zaručeno, že se datagram neztratí, neopozdí, nepoškodí nebo nedorazí vícekrát. Protokoly vyšších vrstev a aplikace mohou pro koncové účastníky implementovat nad IP přídavné služby. Například Transmission Control Protocol (TCP) poskytuje nad IP spolehlivý přenos proudu dat oběma směry mezi dvojicí uzlů. Interně rozděluje proud na pakety, které odesílá pomocí IP, a opakuje vysílání, když dojde k jejich ztrátě nebo poškození. Naproti tomu User Datagram Protocol (UDP) poskytuje tenčí vrstvu abstrakce, které provádí pouze detekci chyb hlaviček datagramů, takže výsledná služba má stále pouze best-effort kvalitu. Přitom jak TCP tak UDP jsou protokoly transportní vrstvy a poskytují multiplexování mezi procesy na stejném uzlu podle čísel portů.
Přestože protokol TCP poskytuje spolehlivou komunikaci, neposkytuje žádné záruky týkající se Quality of Service nebo šířky pásma. Pro rezervování síťových prostředků může být použit Resource Reservation Protocol (RSVP).